# 池邊龍一

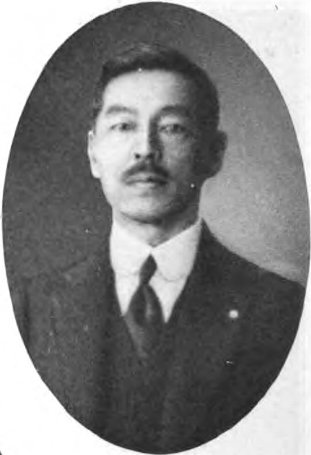
池邊龍一

池邊 龍一（いけべ りゅういち、1881年（明治14年）1月1日 - 1960年（昭和35年）1月11日）は、日本の外交官。内閣総理大臣秘書官等を経て、東洋拓殖総裁として大日本帝国下における植民地経営にあたった。第二次世界大戦後連合国軍最高司令官総司令部（GHQ）により公職追放された。

## 人物
長崎県出身。池邊政五郎の三男。私立商工中学校を経て、1904年東京高等商業学校（現一橋大学）卒業。
外務省入省。1907年韓国統監府属。外交官及領事官試験合格の同期に吉田茂（のちに内閣総理大臣）、広田弘毅（のちに内閣総理大臣、外務大臣）、武者小路公共（のちに駐ドイツ大使）、平田知夫（第一次世界大戦でモスクワ総領事在任中、39歳で夭逝）、林久治郎（のちに駐ブラジル大使）、尾崎洵盛（のちに陶磁器研究家）などがいる。
内閣総理大臣秘書官、東洋拓殖副総裁を経て、東洋拓殖総裁に就任。日本統治時代の朝鮮や満州国、華北、南洋諸島など、大日本帝国下の植民地経営などにあたった。
また1925年から1931年まで南洋興発監査役を務めており、南洋興発が東洋拓殖の影響下にあることがわかる。
戦後連合国軍最高司令官総司令部により公職追放された。1960年、東京で死去。

## 栄典
- 1915年（大正4年）1月23日 - 銀杯一組[5]
- 1920年（大正9年）11月1日 - 旭日小綬章[6]
- 1921年（大正10年）7月1日 - 第一回国勢調査記念章[7]

外国勲章佩用允許
- 1915年（大正4年）7月30日 - 支那共和国：四等嘉禾章[8]

## 家族・親族
池邊家
- 父・政五郎（長崎平民）[1]
- 兄、弟[1]
- 妻・とき（工学博士・山田文太郎の養妹）[1]

1893年 -